# Енеоліт
Енеолі́т, мідна доба (від лат. aeneus — мідний і грец. λίθος — камінь) — назва перехідного часу від неоліту до бронзової доби, яку застосовують археологи в зв'язку з появою й поширенням у той час виробів із міді. Є вищим, порівняно з неолітом, етапом розвитку продуктивних сил і виробничих відносин первісного суспільства. Період подальшого удосконалення відтворювальних форм господарства (землеробство, скотарство). Накопичення продукту, зростання суспільних багатств стимулювало міжплемінний обмін.
Мідь має значні переваги над каменем. Її можна плющити і плавити. З появою міді з'явилися і зовсім нові інструменти, які неможливо виготовити з каменя, — такі як пилка або ножиці. При цьому для деяких виробів м'який метал не підходив — наконечники стріл, наприклад продовжували виробляти з кременя. Через те, що мідні знаряддя використовувалися поруч із кам'яними, і останні навіть переважали, цю добу в історії людства називають зазвичай не «мідною», а саме «мідно-кам'яною добою» — енеолітом.
Найдавніші мідні предмети й шматки руди виявлені у ранньоземлеробних поселеннях Передньої Азії близько 4000 років до н. е.). У 4-3 тисячоліттях до н. е. мідні знаряддя стали витісняти кам'яні (на Стародавньому Сході з 4 тисячоліття до н. е., в Європі — з 3 тисячоліття до н. е.). На території України мідна доба датується 4-3 тисячоліттям до н. е. Мідна доба відсутня у лісовій смузі Євразії.
Енеоліт — період консолідації суспільної організації племен, розквіту патріархату, формування великих, спільних за походженням, об'єднань. На території України за часів енеоліту жили племена — носії трипільської, ямної культури тощо.

## Мідна доба України
Мідна доба України присутня у степовій та лісостеповій смугах. Вона відсутня в Польщі та Білорусі.
Мідна доба України датується IV—III тисячоліттями до нашої ери.
Мідна доба прийшла на терени України з Румунії у вигляді культури Кукутень-Трипілля й охопила правобережний лісостеп. Українська мідна доба мала анатолійське походження. Племена новокам'яної доби були частково асимільовані й частково витіснені на північ та схід.
Племена новокам'яної доби співіснували з прибулими з мідною металургією трипільцями. Степові племена сприйняли мідну металургію. Племена Полісся залишалися у новокам'яній добі до приходу бронзової.
Отже в українській археологічній стратиграфії енеоліт синхроний з середньою та пізньою фазами неоліту. У мідну добу розпалася пізньоіндоєвропейська мовна спільнота й археологи вважають, що у цьому визначному індоєвропейському мовному процесі брали участь племена мідної доби України.
В Україні представлений яскравою культурною спільнотою Трипілля-Кукутені (споріднені софіївська, болград-алденьська, усатівська), її західними сусідами (лійчастого посуду, полгарська), та співсучасними степовими культурами (скелянська, середньостогова, азово-дніпровська, дереївська, квітянська, рєпінська, нижньомихійлівська, рогачинська, ямна).